# Dennettia tripetala
Dennettia tripetala Baker f. – gatunek rośliny z monotypowego rodzaju Dennettia w obrębie rodziny flaszowcowatych (Annonaceae Juss.). Występuje naturalnie w Sierra Leone, Wybrzeżu Kości Słoniowej, Ghanie, Togo, Beninie, południowej Nigerii oraz w Kamerunie. 

## Morfologia
PokrójZimozielone drzewo.
LiścieMają kształt od podłużnego do podłużnie eliptycznego. Mierzą 10–15 cm długości oraz 4–6 cm szerokości. Nasada liścia jest klinowa. Blaszka liściowa jest o spiczastym wierzchołku.
KwiatyZebrane po kilka w pęczki. Rozwijają się bezpośrednio na pniach i gałęziach (kaulifloria). Mają 3 owłosione działki kielicha dorastające do 3 mm długości. Płatki są 3, są wolne, lekko owłosione, mają owalny kształt i osiągają do 10 mm długości.

## Biologia i ekologia
Rośnie w wiecznie zielonych lasach.